# Säffle (commune)
La commune de Säffle est une commune suédoise du comté de Värmland. Environ 15450  personnes y vivent (2020). Son chef-lieu se situe à Säffle.

## Localités principales
- Säffle
- Svanskog
- Värmlandsbro